# Фрідріхсру (Шлезвіг-Гольштейн)
Фрідріхсру (нім. Friedrichsruh) — селище в громаді Аумюлє (нім. Aumühle), Герцогство Лауенбург, земля Шлезвіг-Гольштейн.

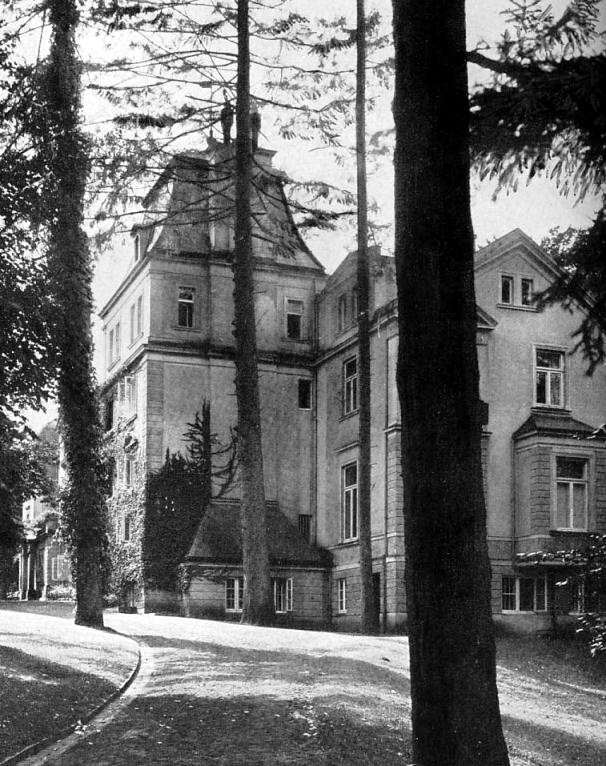
Маєток Бісмарка у Фрідріхсру

Фрідріхсру розташоване в глибині лісового масиву «Саксонський ліс» (нім. Sachsenwald). Також має маленьку станцію на швидкісній залізничній магістралі Гамбург-Берлін. 
Поселення засноване в 1763 р. графом Фрідріхом Карлом Августом цу Ліппе як мисливський маєток. В наш час селище Фрідріхсру має трохи більше трьох десятків дворів. 
Після війни з Францією в 1871 році поселення передається як подарунок від кайзера  Вільгельма Отто фон Бісмарку. До цього Саксонський ліс належав особисто кайзеру, як його частина володінь в  герцогстві Лауенбурзькому. Харчевня при залізниці була перебудована в резиденцію канцлера, нащадки князя фон Бісмарка досі мешкають в цій резиденції.

## Пам'ятки
Визначною пам'яткою Фрідріхсру є фамільний маєток, могила-мавзолей, музей і архів «залізного канцлера» Німеччини князя Отто фон Бісмарка (1815 — 1898). Тут, в тиші і на самоті, він провів останні роки життя після виходу у відставку в 1890 р. Його садибою-музеєм досі опікуються його прямі нащадки. Тут же в невеликій будівлі вокзалу знаходиться штаб-квартира федерального Фонду ім. Отто Бісмарка. 
Селище Фрідріхсру не слід плутати із селищем Фрідріхсруе у федеральній землі Мекленбург — Передня Померанія.
Поблизу Мавзолею знаходиться пам'ятник 2103 морякам, які в травні 1941 загинули на борту лінкора «Бісмарк».